# 金裝四大才子
金裝四大才子（英語：The Legendary Four Aces），香港電視廣播有限公司古裝電視劇，於2000年8月7日－2000年10月15日期間播放。故事以明代中葉江南四大才子、唐伯虎點秋香、正德皇帝與李鳳姐、寧王、劉瑾等傳說及歷史為主軸。主題曲《君子好逑》由四生四旦八位演員合唱。

## 演員表

### 江南四大才子
| 演員     | 角色   | 關係 |
| 歐陽震華 | 祝枝山 | 枝山/老祝/肥鬼/肥頭耷耳/肥祝 江南四大才子之一 前蘇州三寶，後為蘇州四寶 號稱「洞裏赤練蛇」，懂辨別顏料，有電光火石眼 眼有殘疾 四大才子中最年長 唐伯虎、文徵明及周文賓之好友 石榴之歡喜冤家，後為其夫 「清風書齋」之創立人 於第1集代表六藝會館與七星會館比試 於第3集為救祝曉蓮到長樂坊，實被周文賓所害，被五石散迷亂心智而冤枉成尋花問柳 於第7集在寒冰洞與周文賓進行比試 於第15集離開蘇州，上京赴考恩科 於第16集被華府丫環誤為騙財騙色之男 於第18集答應助石榴寫菜譜及教煮食 於第19集與石榴合作炮製華太師壽宴菜式 於第23集與石榴以兄弟相稱 於第28集首踏進金鑾大殿 於第31集參與恩科考試 於第33集知道梁素菊的真面目，終日爛醉如泥 於第35集在伯倫樓醉酒生事，引致茶客受傷及破壞他人財物，後於35集判決，罰款一千兩予受害者了事 於第35集戴上西洋眼鏡 於第36集扮成太監為皇上重畫佛像圖 於第36集被正德封為銀庫大使，後於第37集辭官 於第37集陪正德到泰山參神 於第39集回到長樂坊 於第43集被寧王假傳聖旨通緝，潛回京城，後被軟禁於豹房 於第43集與石榴獲正德作媒 於第43集獲救 於第44集被正德賞賜黃金萬兩予石榴作嫁妝，獲其賜婚 於第45集正德予令牌出入豹房 於第47集與石榴成親 於第47集被朱子健返局所害 於第49集與石榴逃走到山東 於第50集回京城向正德自首，被收入天牢，並推出午門斬首，獲周文賓所救 於第50集求正德不罪及家人，並利用正德的三千侍衛將李鳳之死查清楚 於51集接受麻兒德魯「水中寫字」的挑戰 於第52集於寒冰洞比試 於第52集拒絕正德邀請做官 第52集為石榴亭之創立人，開了160間分店 於第52集7年後在芙蓉鎮分店重遇石榴，後和好 於第52集被東瀛才子挑戰 |
| 張家輝   | 唐伯虎 | 伯虎/華安/大鼻仔/伯虎哥/唐山雞/少爺 江南四大才子之一 前蘇州三寶，後為蘇州四寶 號稱「一炷神筆」 祝枝山、文徵明及周文賓之好友 唐廣德、王小蝶之子 陸昭容之夫 王巨力之甥 秋香之歡喜冤家，後為其夫 關仁貴及孔老師之敵 與華文武惺惺相惜 於第1集代表六藝會館與七星會館比試 於第2集被唐廣德逼令封筆，於第4集重新開筆 於第3集為救祝曉蓮到長樂坊，實被周文賓所害，被五石散迷亂心智而冤枉成尋花問柳 於第7集與周文賓比試 於第12集與秋月及祝曉蓮拜堂，但禮節未完成 於第15集離開蘇州，上京赴考恩科 於第16集遇見秋香 於第19集混入華府做初級家丁，簽下賣身契，暗寫藏頭詩「我賣身華府為秋香」 於第19集為幫周文賓考錄遺混入華府做初級家丁，以偷取太師夫人頭上的珍珠，住天字一號家丁房 曾易名華安為華府初級家丁 於第22集為華文武解圍後欲贖回賣身契，不果，私下逃走不成功 於第23集為華文武之伴讀書僮 於第26集身份曝光，離開華府 於第27集被華太師取消考恩科資格 於第27集向秋香表白，28集公開提親 於第28集首踏進金鑾大殿 於第29集與秋香獲皇后撮合 於第31集參與恩科考試 於第36集扮成太監為皇上重畫佛像圖 於第37集陪正德到泰山參神 於第39集回到長樂坊 於第40集將秋月誤當秋香 於第42集以為秋香被海水浸死後欲自殺 於第43集被寧王假傳聖旨通緝，潛回京城，後被軟禁於豹房 於第43集獲救 於第44集搬回京城六藝會館 於第44至45集編寫「三笑姻緣」 於第46集起變醉酒鬼 於第46集與館主去問米 於第47集多次自殺不成功 於第48集請沈周校對三笑姻緣及將其列印成書 於第48集一心為祝枝山頂罪，設花癡病假局為讓文徵明當自己為淫賊，被識破 於第49集派街招公開招親，奉聘禮三千兩，娶八個妾侍，包括秋香、春香、夏香、冬香、良辰、美景 於第49集與秋香重聚 於第49集被正德收入天牢引祝枝山現身 於第50集被正德誤會殺死鳳姐，被關進天牢，並推出五門斬首，獲周文賓所救 於第50集求正德不罪及家人，並利用正德的三千侍衛將李鳳之死查清楚 於51集接受麻兒德魯「無中生畫」的挑戰，與秋香尋找聖山，識穿其計謀，於52集回京城比試，使出反間計，利用海市蜃樓完成比試 於第52集拒絕正德邀請做官 於52集7年後與秋香在桃花塢居住 於第52集被東瀛才子挑戰 |
| 林家棟   | 文徵明 | 徵明/大頭鬼/文大人/文糊塗 江南四大才子之一 前蘇州三寶，後為蘇州四寶 號稱「鐵劃銀勾」，懂臨摹書法，寫字入木三分 口頭禪為「孔曰成仁，孟曰取義」，以文天祥後人自居 祝枝山、唐伯虎及周文賓之好友 朱娉婷之歡喜冤家，後為其夫 於第1集代表六藝會館與七星會館比試 於第3集為救祝曉蓮到長樂坊，實被周文賓所害，被五石散迷亂心智而冤枉成尋花問柳 於第7集與周文賓比試 於第15集離開蘇州，上京赴考恩科 於第20集被寧王威逼寫下絕情書予朱娉婷 於第21集欄途截橋向朱娉婷表白 於第28集首踏進金鑾大殿 於第31集參與恩科考試 於第33集被朱娉婷拉去私奔，後墮崖 於第33集與朱娉婷珠胎暗結，後以為朱娉婷墮河而死，於35集重遇 於第36集扮成太監為皇上重畫佛像圖 於第36集被正德封為翰林待詔，在翰林院工作，後於第37集辭官 於第36集以「正氣歌」為聘禮 於第36集由皇上賜婚，與朱娉婷於大殿成婚 於第37集為長樂坊之縣令 於第39集使長樂坊及勝業坊和好 於第43集被寧王假傳聖旨通緝，潛回京城，後被軟禁於豹房 於第43集獲救 於第44集被正德封為刑部尚書，為一品大官 於第48集識破唐伯虎的花癡病假局 於第50集被正德誤會殺死鳳姐，被關進天牢，並推出五門斬首，獲周文賓所救 於第50集求正德不罪及家人，並利用正德的三千侍衛將李鳳之死查清楚 於51集接受麻兒德魯「水中寫字」的挑戰 於第52集於寒冰洞比試 於52集育有兩子 於第52集被東瀛才子挑戰 口頭禪：「孔曰成仁，孟曰取義。」/「我係我阿爹個仔，我阿爹係文天祥嘅後人。」 |
| 魏駿傑   | 周文賓 | 文賓/周探花/周大人 江南四大才子之一 蘇州四寶之一 號稱「天外飛仙」，過目不忘 本來自中原，後從波斯回蘇州 祝枝山、唐伯虎及文徵明之好友 祝曉蓮之歡喜冤家，後為其夫 曾為朱子健之門人，後被出賣，反目成仇 於第2集在六藝會館百年慶典向祝枝山、唐伯虎及文徵明挑戰才子之位，被拒絕，後設局害蘇州三寶以求比試及報仇 於第7集與蘇州三寶比試，後失敗，被朱子健出賣並下令廢其右手 於第13集被誣告指其殺害周臣、火燒六藝會館及打傷六藝弟子余孝義 於第14集險被處斬、後因唐伯虎舉證而被釋放，再投靠唐家，獲華丙寅及祝曉蓮醫好右手 唐廣德之養子 於第15集離開蘇州，上京赴考恩科 於15集被朱子健所害取消恩科資格，後考取錄遺成為舉人 於第18集得祝枝山、唐伯虎、文徵明及祝曉蓮之助求太師夫人幫助考錄遺 於第24集起被正德皇欣賞 於第28集首踏進金鑾大殿 於第31集參與恩科考試 於第32集正式向祝曉蓮表白 於33集為探花，在翰林院工作，後負責籌建豹房 於第36集扮成太監為皇上重畫佛像圖 於第36集由皇上賜婚，與祝曉蓮於大殿成婚 於第41集起為細作，假裝服從寧王 於第43集假裝出賣祝枝山、唐伯虎及文徵明，歸順寧王，指自己為「識事務者為俊傑」，以博取寧王信任，將眾人軟禁於豹房，實際上暗渡陳倉 於第44集被正德封為文淵閣大學士 於第45集被下令接李鳳姐入宮 於第47集受命出使韃靼 於第50集趕回京城救唐伯虎、祝枝山、文徵明等人 於51集接受麻兒德魯「水中寫字」的挑戰 於第52集於寒冰洞比試 於第52集7年後憑華文武所授的天文知識與水羅盤導航法，與祝曉蓮到歐洲各地周遊列國 於第52集被東瀛才子挑戰 |

### 祝家
| 演員     | 角色   | 關係 |
| 歐陽震華 | 祝枝山 | 祝曉蓮之兄 參見江南四大才子 |
| 文頌嫻   | 祝曉蓮 | 曉蓮 祝枝山之妹 華丙寅之徒弟 周文賓之歡喜冤家，後為其妻 本來喜歡唐伯虎 於第12集與唐伯虎拜堂，但禮節未完成 於第15集跟隨祝枝山、唐伯虎、文徵明及周文賓離開蘇州 於第29集與唐伯虎解除婚約 於第32集正式向周文賓表白 於第32集被祝枝山、唐伯虎及文徵明戲弄，誤打傷正德皇 於第36集由皇上賜婚，與周文賓於大殿成婚 於第37集被朱子健誣告，後獲釋 於第47集跟隨周文賓出使韃靼 於第52集與周文賓周遊列國 於第52集阻止周文賓接受東瀛才子的挑戰 |
| 翁 虹    | 石 榴  | 石榴姐/大毒榴 於第16集登場 祝枝山之歡喜冤家，後為其妻 沒有味覺 3歲被奴隸販子賣進華府 秋香之好友，相識18年 春香、夏香、冬香之好友 在廚房門口張貼「廚房重地，閒人免進，爐具鍋鏟，亂動者死」 於第18集邀請祝枝山教煮食及寫菜譜 於第23集與祝枝山以兄弟相稱 於第32集被發現沒有味覺 於第33集將爛醉的祝枝山抬回華府 於第43集因助華文武、唐伯虎、祝枝山及文徵明，被軟禁於豹房 於第43集與祝枝山獲正德作媒 後於第44集因對祝枝山生情而回復味覺 於第44集與祝枝山獲正德賜婚 於第44集為華太師及華夫人之乾女兒、華文武之乾妹 於第47集與祝枝山成親 於第50集回京城，後再離開 於52集重回京城石榴亭，與祝枝山和好 於第52集阻止祝枝山接受東瀛才子的挑戰 |

### 唐家
| 演員                 | 角色   | 關係 |
| 王維德               | 唐 宇  | 唐伯虎之祖父 唐廣德之父 周遠材之好友，後反目 已去世 |
| 胡 楓梁辉宗（青年）  | 唐廣德 | 唐伯虎之父 王小蝶之夫 周文賓之義父 於第32集到京城，於第37集回蘇州 於第50集被正德關進天牢，並推出午門斬首，獲周文賓所救 經營「蘇杭第一押」，後於52集因退休而結業 |
| 程可為宋芝龄（青年） | 王小蝶 | 唐伯虎之母 唐廣德之妻 王巨力之姊 本為長樂坊女俠，號稱「飛天仙子」 於第50集被正德關進天牢，並推出午門斬首，獲周文賓所救 |
| 張家輝               | 唐伯虎 | 唐廣德、王小蝶之子 陸昭容之夫 王巨力之甥 秋香之夫 參見江南四大才子 |
| 陳秀珠               | 陸昭容 | 昭容 唐伯虎之妻 童養媳 與唐伯虎作姊弟相稱 於第50集被正德關進天牢，並推出午門斬首，獲周文賓所救 |
| 關詠荷               | 秋 香  | 秋香姐 於第16集登場 唐伯虎之歡喜冤家，後為其妻 秋月之雙胞胎妹妹 華府下人 群芳會之會長 石榴之好友 華太師夫人之近身奴婢 3歲被奴隸販子賣進華府 石榴之好友，相識18年 春香、夏香、冬香之好友 華太師夫人之近身侍婢 視華文武為弟弟 於第25集遇上秋月 於第26集因放走唐伯虎離開華府，於第27集被貶為初級丫環 於28集回復高級丫環身份 一直被華太師及華夫人以女兒看待 於第28集首踏進金鑾大殿 於第29集與唐伯虎獲皇后撮合 於第31集隨華家到長樂坊 於第41集被秋月禁固在快活林，後留血書待救 於第42集被秋月意圖殺害，先後由船夫及韃靼王子救出，於第47集以外族女子造型再次登場 韃靼王子之鍾情對象 阿諾之好友 於第49集返回京城 於第50集被正德關進天牢，並推出午門斬首，獲周文賓所救 於第51集與唐伯虎尋找聖山，於52集回京城 於52集有身孕 於52集7年後與唐伯虎在桃花塢居住 於第52集阻止唐伯虎接受東瀛才子的挑戰 |
| 麥嘉倫               | 唐 慶  | 唐家下人 於第32集隨唐廣德到京城 於第50集被正德關進天牢，並推出午門斬首，獲周文賓所救 於第52集為唐家及文家報告各人近況 |
| 黎彼得               | 包曉通 | 唐家管家 於第9集欲帶唐伯虎到妓院解決繁殖問題 |

### 文家
| 演員   | 角色   | 關係 |
| 夏 萍  | 母 親  | 文徵明之母 |
| 林家棟 | 文徵明 | 朱娉婷之夫 參見江南四大才子 |
| 陳松伶 | 朱娉婷 | 娉婷/郡主 於第6集女扮男裝與近身侍婢安安微服出巡 文徵明之歡喜冤家，後為其妻 寧王之女兒 朱子健之義妹及喜歡對象 於第33集欲與文徵明私奔，後墮崖 於第33集與文徵明珠胎暗結，後被寧王及朱子健捉回府禁固 於第36集由皇上賜婚，與文徵明於大殿成婚 於第37集跟隨文徵明到長樂坊 於第50集被正德關進天牢，並推出午門斬首，獲周文賓所救 於第50集誕下兒子 於52集再有身孕，育有兩子 於第52集阻止文徵明接受東瀛才子的挑戰 |
| 谷 峰  | 水 伯  | 水伯 文家下人 |

### 周家
| 演員   | 角色   | 關係                                                                         |
| 王偉樑 | 周遠材 | 周文賓之祖父 唐宇之好友，後反目，並詛咒唐家 於第36集追封為「護國威武大將軍」 |
| 魏駿傑 | 周文賓 | 祝曉蓮之歡喜冤家，後為其夫 參見江南四大才子                                  |
| 文頌嫻 | 祝曉蓮 | 曉蓮 周文賓之歡喜冤家，後為其妻 參見祝家                                     |

### 長樂坊
- 建立百年，三不管地帶，高手雲集，包括至尊賭坊、回春堂、溫柔鄉、浴德澡堂、四圍酒棧、清心齋、來一客棧、大利錢莊。
- 長樂坊精神：鬥到底便是無所不能。

| 演員            | 角色   | 關係 |
| 羅 莽           | 王巨力 | 揸刀人/巨力 長樂坊、至尊賭坊之話事人 擁「雪飲狂刀」 張素素之夫 王小蝶之弟 唐伯虎之舅 於第5集被冤枉為汪洋大盜，後真相大白獲釋放 勝業坊李龍之競爭對手，後和好 於第39集小登科，與風騷騷成親 於第50集被正德關進天牢，並推出五門斬首，獲周文賓所救 於第50集發誓不用死就開善堂 於第52集開設「至尊善堂」，7年後育有兩子，再因三胞胎成多仔公 |
| 李 岡           | 華丙寅 | 回春堂之醫生 醫術精湛 祝曉蓮之師傅 被稱為「再世華佗」、「天下第一神醫」 醫好朱娉婷、周文賓、華太師 口頭禪為：「無得醫」，下一句為：「幼承庭訓，家學淵源，醫術精湛，一定可以力挽狂瀾，扭轉乾坤」 習慣吹噓病人的病情嚴重，然後抬高自己                                                                                                 |
| 李子奇          | 卜吉日 | 卜一卜 算命師 擅長占卜 |
| 葉振聲          | 天 下  | 王巨力手下 |
| 游 飆           | 無 敵  | 王巨力手下 |
| 梁詠琳          | 張素素 | 溫柔鄉之話事人 風騷騷 王巨力之妻 秋月之姑姐 於第38集懷有王巨力之子 於第39集與王巨力成親 於第52集7年後育有兩子，再生三胞胎成多仔婆 |
| 關詠荷 （分飾） | 秋 月  | 風騷騷之姪女 被稱為「溫柔鄉之寶」 溫柔鄉賣藝不賣身之花魁 參見東廠 |
| 駱達華          | 歐陽東 | 東記 於52集在長樂坊開豬肉檔 參見東廠 |
| 施念慈          | 良 辰  | 風騷騷手下 溫柔鄉花魁 於第49集收三千兩假意嫁給唐伯虎 於第52集入華府做丫環 |
| 伍慧珊          | 美 景  | 風騷騷手下 溫柔鄉花魁 於第49集收三千兩假意嫁給唐伯虎 於第52集入華府做丫環 |
| 蒲茗蓝          | 进小宝 | |
| 華忠男          | 招大財 | |
| 张鸿昌          | 九爷   | 澡堂之老板 |

### 華府
| 演員     | 角色   | 關係 |
| 盧海鵬   | 華太師 | 太師 藍紅玉之夫 華文武之父 唐伯虎、寧王一黨之敵 於第31集被正德罷官，後得病，到長樂坊醫治 於第40集得悉秋月假扮秋香後繼續扮瘋癲 於第41集告知唐伯虎及官府等人秋月假扮秋香 於第50集與華夫人到山西、東海遊山玩水 於第52集在天山找到天山雪蓮 |
| 朱咪咪   | 藍紅玉 | 太師夫人 華太師之妻 華文武之母 武功高強 於第22集答應助蘇州三寶為周文賓考錄遺 於第31集到長樂坊 於第50集與華太師到山西、東海遊山玩水 於第52集在天山找到天山雪蓮 |
| 鄧一君   | 華文武 | 文武/少爺 華太師之子 藍紅玉之子 視秋香為姊姊 不會讀書，亦不通曉武功 對科學有濃厚興趣 與唐伯虎惺惺相惜 於第23集被貶為華府初級家丁 於第25集被唐伯虎及秋香發現患上夜遊病 於第31集到長樂坊 於第43集被寧王假傳聖旨通緝，潛回京城華府，被軟禁於豹房 於第43集獲救 後到西洋學習 發明漏斗、風扇、風車、足球機、竹蜻蜓、指南針、指南龜等 於第50集開始研究動物屍體 於第51集助唐伯虎、祝枝山、文徵明及周文賓查李鳳被殺一案 於51集協助祝枝山、文徵明及周文賓練習「水中寫字」 沈周之忘年之交 7年後專心鑽研西洋科學，將六藝會館變成科藝會館，不停做實驗 懂得天文知識與水羅盤導航法 |
| 關詠荷   | 秋 香  | 秋香姐 華府丫環 群芳會之會長 號稱「華府最美丫環」 華府四婢之一 參見唐家 |
| 翁 虹    | 石 榴  | 石榴姐 華府廚師、丫環 號稱「天下第一鏟」 參見祝家 |
| 張家輝   | 唐伯虎 | 江南四大才子之一 於第19集易名華安為華府下人 參見江南四大才子 |
| 歐陽震華 | 祝枝山 | 江南四大才子之一 參見江南四大才子 |
| 馬蹄露   | 夏 香  | 華府丫環 華府四婢之一 於第17集因偷取華府財物倒貼家丁而被逐出華府，後於第19集被唐伯虎所救重返華府 曾鍾情唐伯虎 於第49集收三千兩假意嫁給唐伯虎 秋香、石榴、春香、冬香之好友 於第27集造遙中傷秋香及唐伯虎 妒忌秋香，曾反目，後和好 於第31集到長樂坊 於52集回到華府做丫環 |
| 梁雪湄   | 春 香  | 華府丫環 華府四婢之一 於第49集收三千兩假意嫁給唐伯虎 秋香、石榴、夏香、冬香之好友 於52集回到華府做丫環 |
| 趙靜儀   | 冬 香  | 華府丫環 華府四婢之一 於第49集收三千兩假意嫁給唐伯虎 秋香、石榴、夏香、春香之好友 於52集回到華府做丫環 |
| 王俊棠   | 關仁貴 | 關師父 號稱「鐵血護院」 華府護院 唐伯虎之敵 |
| 羅浩楷   | 孔玉書 | 孔老師 華府老師 唐伯虎之敵 為人色迷迷 |
| 李龍基   | 陳 忠  | 於第19集跟隨唐伯虎混入華府做初級家丁 於第19集易名華平為華府下人 於第26集離開華府 參見六藝會館 |
| 邵傳勇   | 張 慈  | 於第19集跟隨唐伯虎混入華府做初級家丁 於第19集易名華福為華府下人 於第26集離開華府 參見六藝會館 |
| 程小龍   | 李 孝  | 於第19集跟隨唐伯虎混入華府考取初級家丁，於第二輪篩選後落敗 參見六藝會館 |
| 戴耀明   | 黃 祥  | 於第19集跟隨唐伯虎混入華府考取初級家丁，於第二輪篩選後落敗 參見六藝會館 |
| 施念慈   | 良辰   | 於52集到華府做丫環 參見長樂坊 |
| 伍慧珊   | 美景   | 於52集到華府做丫環 參見長樂坊 |

### 寧王府
| 演員   | 角色   | 關係 |
| 高 雄  | 寧 王  | 朱子健之義父 柳如花之夫 朱娉婷之父 反叛失敗後自殺 |
| 陳松伶 | 朱娉婷 | 寧王之女兒 與柳如花不和 參見文家 |
| 郭少芸 | 柳如花 | 朱宸濠之第二任妻子 朱娉婷繼母 與朱娉婷不和 於第38集與朱子健通姦，為其情婦 並於第41集懷有朱子健之子，後於第44集流產 於第44集被流放塞外 |
| 郭政鴻 | 朱子健 | 子健 寧王之養子後叛變 曾暗戀朱娉婷 朱娉婷之義兄 文徵明、麻兒德魯、寧王之情敵 曾納周文賓為門人，後因其失敗而出賣其，反目成仇 後於第38集為柳如花情夫，並使其懷孕 於第41集得悉柳如花懷有自己身孕 於第44集因正德下令而被逼親手讓柳如花流產 決定向正德復仇 於第46集挑撥離間皇后與李鳳姐 於第50集殺害李鳳姐，並嫁禍唐伯虎、祝枝山、文徵明 為其子取名朱耀宗 於第51集作賊心虛，到寒冰洞毀屍滅跡，中計自投羅網，後服用五石散有幻覺，被正德殺害 |
| 李彩寧 | 安 安  | 朱娉婷之婢女 於第44集被流放塞外 |
| 陳楚翹 | 佳 佳  | 柳如花之婢女 於第44集被流放塞外 |

### 皇宮
| 演員   | 角色   | 關係 |
| 蔡子健 | 正德皇 | 皇上 正德皇 曾易名王德正微服出巡 於第24集起與周文賓惺惺相惜 於第28集在金巒大殿審理唐伯虎一案 於第31集聽信寧王唆擺將華太師罷官 於第39集進入長樂坊，重遇李鳳姐 鍾情李鳳姐 於第42集被秋月捉走，交予東廠劉瑾，被寧王軟禁於豹房 於第43集獲救，返回京師 於第45集命令祝枝山及周文賓接李鳳姐入宮 於第46集為向李鳳證明真心，燃點鋒火台，引致京城大亂 於第50集因李鳳被殺，將蘇州三寶滿門斬首 |
| 康 華  | 夏皇后 | 皇后 正德皇之妻 16歲入宮，為三宮六苑之首 事事守禮，溫婉大方 於第29集以妙計試真情撮合唐伯虎與秋香 李鳳情敵 於第42集被寧王手下捉走，軟禁於豹房，唯一與正德共患難的妃子 於第43集獲救，返回京師 |
| 向海嵐 | 李鳳姐 | 鳳姐/鳳貴妃 於第38集登場 勝業坊之龍鳳店老闆 正德皇之歡喜冤家，後相戀 夏皇后情敵 李龍之妹 於第45集獲正德封為鳳貴妃，被接入宮 於第46集欲出宮，被正德阻止 於第47集被朱子健捉拿軟禁 於第50集被朱子健親手用腰帶殺死 |
| 盧海鵬 | 華太師 | 太師 兩朝元老，顧命大臣 於第30集被寧王嫁禍 於第31集被正德罷官 於第43集到王守仁軍營求助出兵救皇上，回復官職 於第44集向正德辭官，與華夫人遊山玩水 參見華府 |
| 高 雄  | 寧 王  | 寧王 顧命大臣 於第41集告知群臣其計劃 於第43集自立為王，登基為皇上 於第43集反叛失敗後自殺 參見寧王府 |
| 林家棟 | 文徵明 | 參見江南四大才子 |
| 魏駿傑 | 周文賓 | 參見江南四大才子 |
| 魯振順 | 王守仁 | 驃騎大將軍 華太師一黨 於第43集入京師 於第44集救駕有功後獲正德封為忠勇侯 |
| 郭政鴻 | 朱子健 | 侯爺 於第43集被寧王封為鎮遠大將軍，帶兵出征攻打王守仁大軍，但陣前倒戈，向其投誠 於第44集被正德封為安樂侯 參見寧王府 |
| 劉家輝 | 李 龍  | 大頭龍 國舅爺 李鳳姐之兄 勝業坊之話事人 擁「青龍飲月刀」 長樂坊王巨力之競爭對手，後和好 龍鳳店老闆 於第39集欣賞文徵明 於第45集為國舅爺 |
| 許碧姬 | 皇太后 | 皇太后 正德皇之母 |
| 周 暘  | 小達子 | 曾以小達與正德微服出巡 太監 武功高強 皇上親信、近身保鑣 於第39集進入長樂坊 葵花寶典高手 |
| 李海生 | 王 綸  | 寧王一黨 於第43集聽從寧王指令出兵攻打王守仁大軍 於第43集改過 |
| 郭德信 | 牛 善  | 寧王一黨 於第43集改過 |
| 關 菁  | 李東陽 | 華太師一黨 後出賣華太師 |
| 張英才 | 謝遷   | 華太師一黨 |
| 曾瑋明 | 鄺副將 | 王守仁手下 |
| 陳中堅 | 大 臣  | 大臣 |
| 周家怡 | 鈴 妃  | 鈴妃 於第33集被正德封為鈴妃 |
| 周家怡 | 莺莺   | 青楼妓女 |
| 鄭雅文 | 妃 嬪  | 妃嬪 |
| 勞少娟 | 妃 嬪  | 妃嬪 |
| 诺瞳   | 紫 钗  | 皇后之近身侍婢 |

### 江南六藝會館
| 演員   | 角色   | 關係                                                                                |
| 劉 江  | 周 臣  | 周館主 江南六藝會館館主 唐伯虎、祝枝山、文徵明、秋月之老師 於第12集被東廠歐陽東殺害 |
| 余子明 | 江松柏 | 江南六藝會館師爺 建議與朱子健合作，催促盡快清還會館之債務                           |
| 陈勉良 | 何长青 | -                                                                                   |
| 罗君左 | 杨名声 | "六艺会馆之弟子                                                                     |
| 黄炜林 | 余孝义 | "六艺会馆之弟子                                                                     |

### 京城六艺会馆
| 演員   | 角色  | 關係 |
| 楚 原  | 沈 周 | 沈館主/沈老先生 京城六藝會館館主 自稱館主、財監、學政一腳踢 於第19集開設虛擬貢院精研恩科 頌玲姑娘之舊情人 40年前為考取功名，同時被魯莽橋夫使頌玲姑娘緣慳一面而遠走他鄉 於第36集指曾陪師傅為皇上畫佛像圖，最後一刻幫助祝枝山、唐伯虎、文徵明及周文賓完成佛像圖 於第36集獲正德發放皇榜找尋頌玲姑娘 於第44集告訴唐伯虎將頌玲姑娘的事筆錄下來，使其編寫三笑姻緣 於第46集指頌玲姑娘報夢給他 於第47集幫唐伯虎校對「三笑姻緣」及列印成書 於51集協助祝枝山、文徵明及周文賓練習「水中寫字」 華文武之忘年之交 |
| 李龍基 | 陳 忠 | 京城六藝會館學生 京城四大才子 後為進士 |
| 邵傳勇 | 張 慈 | 京城六藝會館學生 京城四大才子 工作為倒夜香 後為師爺 |
| 程小龍 | 李 孝 | 京城六藝會館學生 京城四大才子 先祖為飛將軍李廣正 |
| 戴耀明 | 黃 祥 | 京城六藝會館學生 京城四大才子 後因當票無法考恩科 |

### 東廠
| 演員            | 角色   | 關係 |
| 高 雄           | 寧 王  | 東廠之幕後首領 參見寧王府 |
| 郭政鴻          | 朱子健 | 出賣寧王，假借令牌出兵救正德 參見寧王府 |
| 李家鼎          | 劉瑾   | 劉公公 太監 內務總管五品官 建立東廠20多年 東廠高手 曾為寧王手下 於44集後為朱子健手下 於第51集與朱子健到寒冰洞，中計被捉拿 |
| 關詠荷 （分飾） | 秋 月  | 東廠密探、高手 秋香之雙胞胎姐姐 幼年因父母雙亡偷東西被劉瑾捉回東廠，訓練成一等一密探 本來喜歡唐伯虎、後為歐陽東之妻 於第8集加入六藝會館 於第12集與唐伯虎拜堂，但禮節未完成 本與唐伯虎有婚約、但於第13集留書出走 於第29集欲傷害秋香，不果 於第40集開始假扮秋香 於第42集意圖殺害秋香、並捉拿正德王交予東廠 於第42集離開東廠，被劉瑾廢其武功 於第42集因毒發而昏迷不醒 於第52集7年後甦醒，但失億，只記得打馬吊 |
| 駱達華          | 歐陽東 | 東廠密探、高手 行蹤神秘，武功高強 懂七步追魂煙 幼年開始一直保護秋月 於第12集為秋月殺害周臣，並打傷六藝弟子余孝義及放火 於第30集放火燒毀雙喜暉春，並傷及淨一大師，被東廠下令嫁禍華太師 喜歡秋月，後為其夫 於52集7年後在長樂坊開豬肉檔 |
| 刘志清          | 小张子 | 刘瑾之手下 |

### 七星會館
| 演員   | 角色   | 關係                |
| 成奎安 | 張念飛 | 獅子吼 對付祝枝山   |
| 許紹雄 | 羅東坡 | 千手閰羅 對付唐伯虎 |
| 安德尊 | 白真卿 | 白面書生 對付文徵明 |
| 凌禮文 | 关和礼 | 七星會館            |

### 醉劉伶
| 演員   | 角色   | 關係 |
| 趙翠儀 | 梁素菊 | 素菊 賭徒 祝枝山之舊情人 曾因貪財離開祝枝山遠嫁馬文豪 哄騙祝枝山還清賭債 石榴之敵 將馬文豪家財敗光後，於第32集威逼馬文豪簽休書 於第33集與梁員外私交以還賭債，與祝枝山恩斷義絕 |
| 陳瑞華 | 小娟   | 梁素菊侍婢 多次被梁素菊出賣 於第33集終得已回鄉 |
| 戴少良 | 馬文豪 | 梁素菊前夫 |

### 群芳會
- 包括華太師府、寧王府、醉劉伶、鎮遠將軍府、禮部尚書府、兵部尚書府

| 演員   | 角色     | 關係                                                                          |
| 蘇恩磁 | 一品夫人 | 群芳會之主席 30年前為王員外府中丫環 一品大官之妻 為丫環界每年舉辦才藝競技大賽 |
| 關詠荷 | 秋 香    | 華府丫環 群芳會之會長 華府四婢之一 邀請唐伯虎出席才藝競技大賽 參見唐家        |
| 翁 虹  | 石 榴    | 華府廚師、丫環 於第23集與祝枝山為群芳會才藝競技大賽主持 參見祝家              |
| 李彩寧 | 安 安    | 朱娉婷婢女 參見寧王府                                                         |
| 陳楚翹 | 佳 佳    | 寧王府婢女 參見寧王府                                                         |
| 馬蹄露 | 夏 香    | 華府丫環 華府四婢之一 參見華府                                                |
| 梁雪湄 | 春 香    | 華府丫環 華府四婢之一 參見華府                                                |
| 趙靜儀 | 冬 香    | 華府丫環 華府四婢之一 參見華府                                                |
| 陳瑞華 | 小 娟    | 梁素菊侍婢 參見醉劉伶                                                         |

### 其他演員
| 演員   | 角色             | 關係 |
| 歐瑞偉 | 麻兒德魯         | 韃靼國王子/儲君 於18集登場 曾鍾情朱娉婷、秋香，分別於第19集解除婚約及第52集退出讓愛 文徵明、唐伯虎之情敵 阿諾之父 於第50集在京城邊境駐紮，名為狩獵，實為大軍壓境 於第50集要挑選蘇州三寶，並從唐伯虎手上奪回秋香 於第51集踏進金鑾大殿，指要挑戰蘇州四寶，請四人解答「無中生畫」及「水中寫字」，並與四人一起立生死狀 |
| 招石文 | 區大人           | 負責審理六藝會館縱火一案 |
| 孫季卿 | 蔡國棟           | |
| 鍾志光 | 主持人           | 第1、5、7集 |
| 鍾志光 | 宗濟             | |
| 羅君左 | 楊名聲           | |
| 曾健明 | 主持人           | |
| 李鴻杰 | 無為大師         | 和尚 幼年偷取錢袋連累周唐兩家結怨 晚年向周文賓及唐伯虎說出真相 |
| 焦 雄  | 田大人           | |
| 譚一清 | 淨一大師刘文     | 和尚 |
| 劉桂芳 | 妙音師太         | 尼姑 從不下山 後被唐伯虎與秋香之情感動，勸募街坊寫雙囍暉春 |
| 曾守明 | 波哥             | 梁素菊債主 |
| 黃文標 | 张彪             | 朱子健手下 |
| 邵卓堯 | 赵豹             | 朱子健手下 |
| 黄天铎 | 公证人           | |
| 杨证桦 |                  | 賭徒 綠色手指的刺青師傅之姪，刺青師傅為其二叔 將藏寶地圖刺於四個平民的背上 與師傅一同被歐陽東及秋月殺害，後墮崖而死(第4集) |
| 馬國明 | 觀眾             | 看六藝會館與七星會館比試的觀眾 指自己由投票給六藝會館轉投七星會館(第1集) |
| 馬國明 | 唐伯虎之詩畫迷   | 到蘇杭第一押頭排求畫的觀眾(第2集) |
| 馬國明 | 蘇州市集街坊     | 因蘇州三寶離開大叫水浸眼眉的人(第3集) |
| 馬國明 | 蘇州書生         | 看到蘇州三寶被抬回蘇州時責罵其尋花問柳枉為讀書人(第3集) |
| 馬國明 | 街坊             | 疑為富家子 在公堂聽審蘇州三寶案件的人，直指事件另有內情(第3集) |
| 馬國明 | 銀庫官員乙       | 祝枝山之同僚 負責數銀兩(第36集) |
| 楊怡   | 皇妃             | 被皇后訓示群妃之一（第16集) |
| 楊怡   | 唐伯虎徵婚應徵者 | 自稱剋夫，被納入圍(第49集) |
| 楊怡   | 拜神少女         | 大結局唐伯虎在寺廟遇上正在拜神的少女(第52集) |
| 趙永洪 | 售賣蘇州三寶字畫 | (第1集) |
| 趙永洪 | 唐伯虎之詩畫迷   | 拿活雞到蘇杭第一押典當找碴(第4集) |
| 趙永洪 | 監斬大人         | 負責監斬周文賓的官員(第14集) |
| 趙永洪 | 家丁             | 華府之中級家丁，協助選取初級家丁，欣賞唐伯虎(第19集) |
| 趙永洪 | 聖山牧羊人       | 實為中原人，被麻兒德魯收買，誤導唐伯虎(第51集) |
| 徐榮   | 盜賊             | 搶去朱娉婷的包袱 被文徵明捉拿(第6集) |
| 徐榮   | 士兵首之領       | 在正德燃點鋒火台後出現的士兵(第46集) |
| 邱万成 | 张三             | 替祝晓莲画水鸡图陷害唐伯虎纳妾失败 |
| 严文轩 | 店小二           | - |
| 曾健明 | 花灯会主持人     | - |
| 梁健平 | 花灯会才子       | - |
| 傅楚卉 | 花灯会佳人       | - |
| 钟建文 | 花灯会才子       | - |
| 黄蕴妍 | 花灯会佳人       | - |
| 邓建邦 | 花灯会才子       | - |
| 杨雯薏 | 花灯会佳人       | - |
| 黄宗泽 | 花灯会才子       | - |
| 刘恩婕 | 燕燕             | 青楼妓女 |
| 曾守明 | 掌柜             | - |
| 廖丽丽 | 大妗姐           | - |
| 鄭家生 | 順天府府尹       | |
| 何啟南 | 雄               | |
| 甘子正 | 霸               | |
| 丁 力  | 阿諾             | 麻兒德魯之子 |
| 麥子雲 | 克查             | |
| 羅蘭   | 問米婆           | 為唐伯虎及沈周問米，真為騙徒，口頭禪：「自作孽，不可活。」(第46集) |
| 鄺佐輝 | 主持人           | 於大結局出現 |

## 軼事
- 朱咪咪在周星馳版的《唐伯虎點秋香》中飾演唐伯虎之母朱茜，視華府的華夫人為情敵；在《金裝四大才子》中則飾演華夫人藍紅玉。
- 馬國明與楊茜堯等在《金裝四大才子》仍為跑龍套，十年後成為一線小生花旦，這些舊作為人重新留意。
- 翁虹、關詠荷、張家輝、文頌嫻四人自離開亞洲電視後，首度在無綫電視合作的劇集。
- 飾演唐伯虎及秋香的張家輝和關詠荷，拍攝本劇時為情侶，於2003年共諧連理。
- 本劇大部分演員來自《陀槍師姐系列》班底。
- 此劇是郭政鴻繼《大時代》、《刑事偵緝檔案》、《刑事偵緝檔案III》、《刑事偵緝檔案IV》及《西遊記（貳）》後第六度飾演反派。

## 外部連結
- 無綫電視官方網頁 - 金裝四大才子

| 翡翠台中午劇集時段 星期一至五 11:45－12:45 | 翡翠台中午劇集時段 星期一至五 11:45－12:45 | 翡翠台中午劇集時段 星期一至五 11:45－12:45 |
| ------------------------------------------ | ------------------------------------------ | ------------------------------------------ |
|                                            | 金裝四大才子 （2003.07.03 － 2003.09.15）  |                                            |
| 雙面伊人 （2003.06.03 － 2003.07.02）      | 新鮮人 （2003.09.16 － 2003.10.23）        |                                            |

| 翡翠台中午劇集時段 星期一至五 11:45－12:45 | 翡翠台中午劇集時段 星期一至五 11:45－12:45 | 翡翠台中午劇集時段 星期一至五 11:45－12:45 |
| ------------------------------------------ | ------------------------------------------ | ------------------------------------------ |
|                                            | 金裝四大才子 （2009.10.06 － 2009.12.18）  |                                            |
| 和味濃情 （2009.09.04 － 2009.10.05）      | 鳳凰四重奏 （2010.01.04 － 2010.02.12）    |                                            |

| 澳門廣播電視澳門台 星期六、日 20:00-21:00 | 澳門廣播電視澳門台 星期六、日 20:00-21:00 | 澳門廣播電視澳門台 星期六、日 20:00-21:00 |
| ----------------------------------------- | ----------------------------------------- | ----------------------------------------- |
|                                           | 金裝四大才子 （2020.06.14 - 2020.12.12）  |                                           |
| 美味天王 （2020.03.07 - 2020.06.13）      | 未定 （2020.12.13 -）                     |                                           |

| 香港、 马来西亚 TVB星河频道 星河人气剧场时段 · 星期六至日 22:00-00:00（两集连播） · 5月29日及8月28日仅播一集 | 香港、 马来西亚 TVB星河频道 星河人气剧场时段 · 星期六至日 22:00-00:00（两集连播） · 5月29日及8月28日仅播一集 | 香港、 马来西亚 TVB星河频道 星河人气剧场时段 · 星期六至日 22:00-00:00（两集连播） · 5月29日及8月28日仅播一集 |
| --- | --- | --- |
| | 金裝四大才子 （2022年5月29日 - 2022年8月28日）                                                               | |
| 血薦軒轅 （2022年3月27日 - 2022年5月29日）                                                                   | 通天幹探 （2022年8月28日 - 2022年10月29日）                                                                  | |

| 香港、 马来西亚 千禧经典台 星期一至五 06:00-07:00（香港时间） · 06:04-07:04（马来西亚时间） | 香港、 马来西亚 千禧经典台 星期一至五 06:00-07:00（香港时间） · 06:04-07:04（马来西亚时间） | 香港、 马来西亚 千禧经典台 星期一至五 06:00-07:00（香港时间） · 06:04-07:04（马来西亚时间） |
| ------------------------------------------------------------------------------------------- | ------------------------------------------------------------------------------------------- | ------------------------------------------------------------------------------------------- |
|                                                                                             | 金裝四大才子 （2023年10月4日 - 2023年12月14日）                                             |                                                                                             |
| 封神榜 （2023年8月9日 - 2023年10月3日）                                                     | —                                                                                           |                                                                                             |